# Bolbomorphus sexpunclatus
Bolbomorphus sexpunclatus es una especie de coleóptero de la familia Endomychidae.

## Distribución geográfica
Habita en Shanghái (China).